# Von Ryan's Express
Von Ryan's Express és una pel·lícula estatunidenca dirigida per Mark Robson i estrenada l'any 1965.	

## Argument
Segona Guerra Mundial. Al mateix temps que els aliats aconsegueixen fer retrocedir les tropes del Tercer Reich cap a Alemanya, el Coronel Josep Ryan (Frank Sinatra), pilot de combat, té la mala sort de ser ferit i traslladat a un camp de presoners estatunidencs i anglesos. Més preocupat per sobreviure que per escapar, es guanya l'humiliant sobrenom de Von Ryan. Però, quan ha de rellevar l'oficial anglès al comandament, es proposa aconseguir la llibertat per mitjà d'un arriscadíssim pla, que consisteix a fugir amb tren, a través d'Itàlia, per arribar a Suïssa.

## Crítica
Adaptació cinematogràfica d'una novel·la de David Westheimer, El Coronel Von Ryan, que suposa el debut cinematogràfic a Hollywood d'una jove Raffaella Carrà, treballant amb estrelles de la talla de Frank Sinatra i Trevor Howard. No obstant això, aquesta és una de les poques incursions de la italiana al cinema americà, ja que on hi ha el veritable reconeixement a la seva carrera professional és a través de la pantalla petita i de la música, principalment a Itàlia i a Espanya. El llargmetratge és dirigit per Mark Robson, antic editor de films d'Orson Welles i Jacques Tourneur.
Cal destacar el sinistre trobada amb un agent de la Gestapo, l'assalt a la torre de control del ferrocarril a Milà i una espectacular batalla final amb el tren suspès en un viaducte. Aquest film bèl·lic va gaudir de certa popularitat en el seu moment, fins al punt de merèixer els honors d'una discreta reposició.

## Repartiment
- Frank Sinatra: el coronel Joseph L. Ryan
- Trevor Howard: el major Eric Fincham
- Raffaella Carrà: Gabriella
- Brad Dexter: el sergent Bostick
- Sergio Fantoni: el capità Oriani
- Edward Mulhare: el capità Costanzo
- John Van Dreelen: el coronel Gortz
- Richard Bakalyan: el caporal Giannini
- Michael Goodliffe: el capità Stein
- Wolfgang Preiss: el major Von Klemment
- Vito Scotti: el conductor de tren italià
- Adolfo Celi: el major Battaglia
- James Brolin: el soldat Ames

## Premis i nominacions
Nominacions
- 1966: Oscar a la millor edició de so per Walter Rossi